# Saint-Denys
Le  Saint-Denys (ou St-Denys) est un remorqueur de la Société de remorquage de Falmouth en Cornouailles.
Il appartient depuis 1991 au Port-musée de Douarnenez.

## Histoire
Ce remorqueur a été construit sur les chantiers de la Clyde à Dalmuir près de Glasgow par William Beardmore & Co pour la Société de remorquage de Falmouth (Falmouth Towage Company). Il a été lancé en 1929 sous le nom de Northgate Scot.
Il est le seul remorqueur à vapeur muni d'un moteur à soupapes soulevantes de marque Caprotti. Il offre une puissance de remorquage de 10 tonnes.
En 1959, il est rebaptisé Saint-Denys  en prenant le nom d'un saint cornouaillais comme toute la flotte de la compagnie. Il était le plus petit de la flottille du port de Falmouth.
En 1980, le Saint-Denys est retiré du service actif et est acquis en 1981 par le Musée maritime de Falmouth.
En 1991 il est acheté par le Port-musée de Douarnenez. Il est restauré en 2001.